# Isla Jenny Lind
La Isla Jenny Lind (en inglés: Jenny Lind Island) es una isla de 420 km² (160 millas cuadradas) en la Región de Kitikmeot en el territorio de Nunavut, al norte de Canadá. La isla está situada en el Golfo de la Reina Maud, a unos 120 km (75 millas) al sureste de la bahía de Cambridge (Cambridge Bay).
Recibe su nombre de la cantante de ópera nacida como sueca, Jenny Lind.
Las características del terreno mezclan crestas rocosas, humedales de baja altitud, praderas de juncos, y una costa de arena.
La Isla Jenny Lind es un área importante para las aves de Canadá (# NU088), y un sitio clave para las Aves Migratorias Terrestres. Las especies de aves más notables incluyen al ganso de Canadá, y al ganso de Ross.